# Pseudobagarius fuscus
Pseudobagarius fuscus är en fiskart som först beskrevs av Ng och Kottelat, 1996.  Pseudobagarius fuscus ingår i släktet Pseudobagarius och familjen Akysidae. Inga underarter finns listade i Catalogue of Life.